# Lovački dom "Zlatna greda"
Lovački dom "Zlatna greda", jedan od najljepših lovačkih domova u vlasništvu Hrvatskih šuma. Smješten je uz sam dunavski bent (nasip) u Lovištu Podunavlje - Podravlje, 3 km udaljen uskom asfaltnom cestom od Zlatne Grede u Baranji, koja djelomično ide vrhom nasipa. Otvoren je 2000. godine i od tada njime uspješno gospodari Uprava šuma podružnica (UŠP) Osijek, šumarija Tikveš. Ima 9 dvokrevetnih soba s ukupno 18 ležaja.U slučaju organiziranog dolaska veće grupe gostiju za smještaj se koristi depandansa - Lovački dom "Ćošak šume" s dodatnih 5 kreveta. U prizemlju se nalazi udoban restoran s kapacitetom od 30 mjesta. 
Uz lov stručno osoblje UŠP Osijek lovcima i drugim gostima nudi i vožnju kočijom, fotosafari i razgledanje lovišta, lovački ručak u prirodi, degustaciju vina u baranjskim podrumima te posjet Parku prirode Kopački rit, koji zbog brojnih ptičjih vrsta predstavlja posebnu atrakciju za turiste iz cijele Europe. 
U istom lovištu nalazi se i Lovački dom "Monjoroš".